# Monosomia 9p
La monosomia 9p (també coneguda com a síndrome d'Alfi o simplement 9P-) és un trastorn cromosòmic rar en el qual hi ha una supressió (monosomia) d'una part del cromosoma 9. Els símptomes inclouen microgenitàlia, discapacitat intel·lectual amb microcefàlia i característiques dismòrfiques.
La ubicació recentment s'ha reduït a 9p22.2-p23.
Amb aquesta malaltia s'han associat diversos trets clínics incloent trigonocefàlia, occipital aplanat, front destacat, pont nasal ampli i pla, narius antevertides, orelles externes malformades, hipertelorisme i hipertonia.